# Les Primitifs du XIIIe
Pour plus de détails, voir Fiche technique et Distribution.

Les Primitifs du XIIIe est un film documentaire français de court métrage réalisé par Pierre Guilbaud et sorti en 1960.

## Synopsis
Présentation de dessins d'enfants.

## Fiche technique
- Titre : Les Primitifs du XXIIIe
- Réalisateur : Pierre Guilbaud
- Commentaire de Jacques Prévert, dit par Arletty
- Photographie : Valéry Iwanow, Edith Krausse, Claude Gaudillot, Yvan Favreau, Marc Jusseaume
- Son : Roger Cacheux
- Musique : Henri Crolla et André Hodeir
- Montage : Sylvie Gadmer
- Scripte : Sylvette Baudrot
- Société de production : Élysées Relations Cinématographiques (Paris)
- Directeur de production : Bernard Clarens
- Durée : 26 min
- Date de sortie : 1960

## Distinctions
- Primé au Festival de Venise 1960